# Jaklič
Jaklič je priimek v Sloveniji, ki ga je po podatkih Statističnega urada Republike Slovenije na dan 1. januarja 2010 uporabljalo 640 oseb.

## Znani nosilci priimka
- Andrej Jaklič (*1969), dramaturg, dramatizator, kulturni novinar in urednik
- Andreja Jaklič (*1973), mednarodna ekonomistka, prof. FDV
- Bogomir Jaklič, starojugoslovanski pilot lovca, inštruktor K. Gorišek
- Boris Jaklič (1904—66?), prof. francoščine
- Fran Jaklič- Podgoričan (1868—1937), pisatelj, prosvetni delavec in gospodarski organizator
- Franc Jaklič (1892—1967), izseljenski duhovnik, nabožni pisec in publicist (mdr. o F. I. Baragi)
- Gašper Jaklič (*1975), matematik, univ. prof.
- Helena Jaklič (1912/3—1992), pisateljica, prof. slov.
- Helena Jaklitsch (*1977), zgodovinarka, političarka
- Josip Jaklič (1841—1906) zapisovalec ljudskega blaga
- Josip Jaklič (1872—1945?), pisatelj
- Jure Jaklič, arhitekt
- Jurij Jaklič (*1967), (poslovni) informatik, univ. prof.
- Karel Jaklič, geodet
- Klemen Jaklič (*1975), pravnik, univ. prof. v ZDA, ustavni sodnik RS
- Marijana Jaklič Klanšek (*1948), igralka
- Marko Jaklič (*1962), ekonomist, univ. prof.
- Marko Jaklič (*1973), podjetnik/poslovnež, mag.
- Martin Jaklič, politik (drž.sekretar)
- Milan Jaklič (1886—1963), časnikar, prevajalec (Komunistični manifest..)
- Milena Jaklič, narečna slovaropiska
- Tanja Jaklič, kulturna urednica, novinarka
- Viktor Jaklič (1870—1940), pedagog, prof. na učiteljišču